# Junya Watanabe
Pour les articles homonymes, voir Watanabe.
Junya Watanabe est un styliste japonais. Il travaille de façon autonome pour sa propre marque au sein de Comme des Garçons où il possède une ligne de produits à son nom.

## Biographie
Né en 1961 à Fukushima au Japon, Junya Watanabe est diplômé en 1984 du Bunka Fashion College (en) de Tokyo. Il débute cette même année pour la marque Comme des Garçons comme modéliste.
En 1987, il prend la tête de la ligne de maille « Tricot » puis passe au design de la ligne « Comme Des Garçons Homme ». 

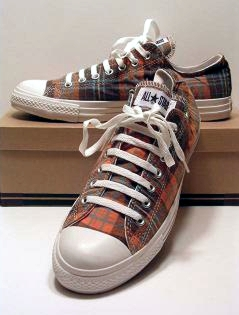
Chaussures de marque Converse dessinées par Junya Watanabe.

Cinq ans plus tard, dans un souci de diversification et d'innovation, Rei Kawakubo accorde à Junya Watanabe son propre label, indépendant ; elle précise que cela ne relève d'aucune stratégie commerciale mais tient seulement du talent du jeune styliste. « Je leur ai donné la liberté de créer leur propre marque sous l'ombrelle de la société. C'est une manière de faire grandir CDG, un peu à la manière d'une guilde » explique Rei Kawakubo. La même année, il fait son premier défilé à gare de Ryōgoku de Tokyo et dès l'année suivante en 1993, il présente ses réalisations à Paris ; les vêtements sont marqués « Junya Watanabe Comme Des Garçons ». Cette autonomie est, à la fois, totale et inexistante : sa marque appartient à Comme des Garçons Co. Ltd. et finalement, Rei Kawakubo en a la responsabilité financière. S'il maitrise entièrement le processus créatif, Rei Kawakubo ne voyant aucune de ses réalisations avant leur présentations plusieurs fois par an à Paris, cette grande liberté se voit doublée de la forte pression de travailler au sein de Comme des Garçons. Son travail s'effectue avec une trentaine de personnes, au second étage de l'immeuble qui sert de siège à la marque. Mais depuis toujours, il reste extrêmement discret et ne s’épand jamais sur ces points : le New York Times souligne qu'« il accorde rarement des interviews, refuse de discuter de sa vie personnelle et est même réticent à parler de son travail », n'acceptant d'aborder que le sujet de ses créations et répondant parfois uniquement par une question. Tao Kurihara entre en 1998 chez Comme des Garçons ; elle intègre dans un premier temps l'équipe de Junya Watanabe. Vers cette époque, sont remarqués plus particulièrement les défilés de 1999, la collection « Techno-culture » automne/hiver 2000-2001 et surtout la suivante à base de denim,. Il lance une collection homme au début des années 2000, « Comme des Garçons Junya Watanabe Man »,. 
Au cours de sa carrière, Junya Watanabe fait de nombreuses collaborations avec d'autres marques, telles Converse (2007) pour concevoir une série de chaussures All-Star, Levi's, Carhartt, Nike, Brooks Brothers Moncler, The North Face, Reebok, Supreme ou New Balance parmi tant d'autres. Ces collaborations lui permettent de « s'évader ». En 2013, le créateur nippon collabore avec la marque espagnole Loewe pour proposer une collection de cuir et de jeans en prêt-à-porter féminin et masculin.

### Style
Il fait usage régulièrement des nouvelles technologies au sein de ses créations. Si « ses vêtements sont complexes, compliqués à confectionner, parfois compliqués à porter, intrigants et expérimentaux », le créateur reste plus pragmatique que Rei Kawakubo et ne partage pas forcément sa vision des choses. Les vêtements qu'il dessine, à la silhouette épurée, restent plus accessible et différents que ceux de son mentor. Vogue Australie précise son processus abstrait annuel de créations inhabituellement structurées, notant qu'il « expérimente des tissus de pointe et des coupes et des drapés inventifs. Il a tendance à explorer un seul motif chaque saison, déconstruisant puis reconstruisant un seul concept. » Le Musée des Arts décoratifs de Paris explique que « grâce à des coupes d’une grande complexité, chaque modèle sorti des ateliers est une prouesse technique tout en délicatesse ». Sa vision créative est considérée comme radicale, car essentiellement axée sur un esthétisme ascétique et complexe, sans trame narrative comme la plupart de ses homologues occidentaux.